# Platja dels Pescadors (Badalona)
La platja dels Pescadors és una platja urbana del municipi de Badalona (Barcelonès) situada entre la riera de Matamoros, que la separa de la platja del Pont d'en Botifarreta, i el carrer del Mar, que la separa de la platja dels Patins a Vela. Té una longitud de 470 m i una amplada mitjana de 55 m, de sorra de gra mitjà, el pendent d'entrada al mar és una mica pronunciat, i el seu fons marí, de sorra. Disposa de lavabos, dutxes, punt de socorrisme, una guingueta, àrea de jocs infantils i pistes de voleibol. Sobre la sorra encara es poden veure tres petites barques de pesca, de propietat municipal, que han estat restaurades i s'exposen com a element del patrimoni històric local mariner.
Està flanquejada per un carrer en què hi ha diverses places d'aparcament i un passeig per a vianants. Al darrere d'aquest, hi ha la via del tren i, a continuació, un passeig marítim amb palmeres, on hi ha alguns bars i restaurants.
L'Agència Catalana de l'Aigua efectua un control quinzenal de la qualitat de l'aigua, durant la temporada de bany, amb el resultat de bona. Està guardonada amb la Bandera Blava, que reconeix internacionalment la qualitat de l'aigua i serveis.